# Сент-Соланж
Сент-Сола́нж (фр. Sainte-Solange) — коммуна во Франции, находится в регионе Центр. Департамент — Шер. Входит в состав кантона Экс-д’Анжийон. Округ коммуны — Бурж.
Код INSEE коммуны — 18235.

## География
Коммуна расположена приблизительно в 195 км к югу от Парижа, в 100 км юго-восточнее Орлеана, в 14 км к северо-востоку от Буржа.
По территории коммуны протекает небольшая река Катье (фр. Ouatier), приток реки Колен (фр. Colin).

## Население
Население коммуны на 2008 год составляло 1195 человек.
| 1962 | 1968 | 1975 | 1982 | 1990 | 1999 | 2008 |
| ---- | ---- | ---- | ---- | ---- | ---- | ---- |
| 520  | 594  | 846  | 1089 | 1257 | 1304 | 1195 |

## Администрация
| Период | Период | Фамилия      | Партия | Примечания |
| ------ | ------ | ------------ | ------ | ---------- |
| 2001   | 2008   | Жан Мешен    |        |            |
| 2008   | 2012   | Дидье Барот  |        |            |
| 2012   | 2014   | Роже Демарси |        |            |

## Экономика
В 2007 году среди 795 человек в трудоспособном возрасте (15-64 лет) 579 были экономически активными, 216 — неактивными (показатель активности — 72,8 %, в 1999 году было 72,6 %). Из 579 активных работали 526 человек (275 мужчин и 251 женщина), безработных было 53 (23 мужчины и 30 женщин). Среди 216 неактивных 76 человек были учениками или студентами, 80 — пенсионерами, 60 были неактивными по другим причинам.

## Достопримечательности
- Церковь Сент-Соланж[фр.] (XII век). Исторический памятник с 1913 года[3]

## Фотогалерея

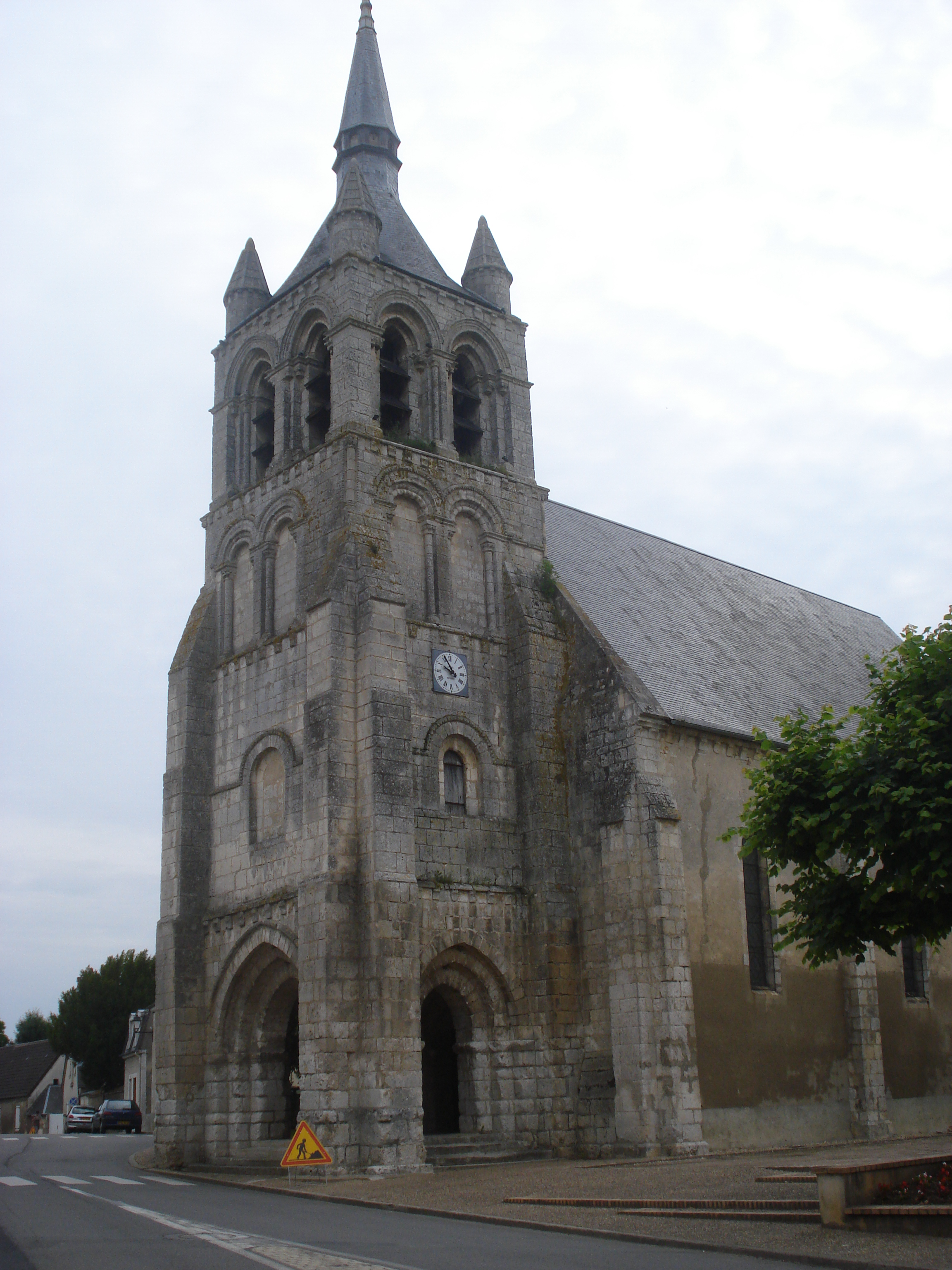
Церковь Сент-Соланж
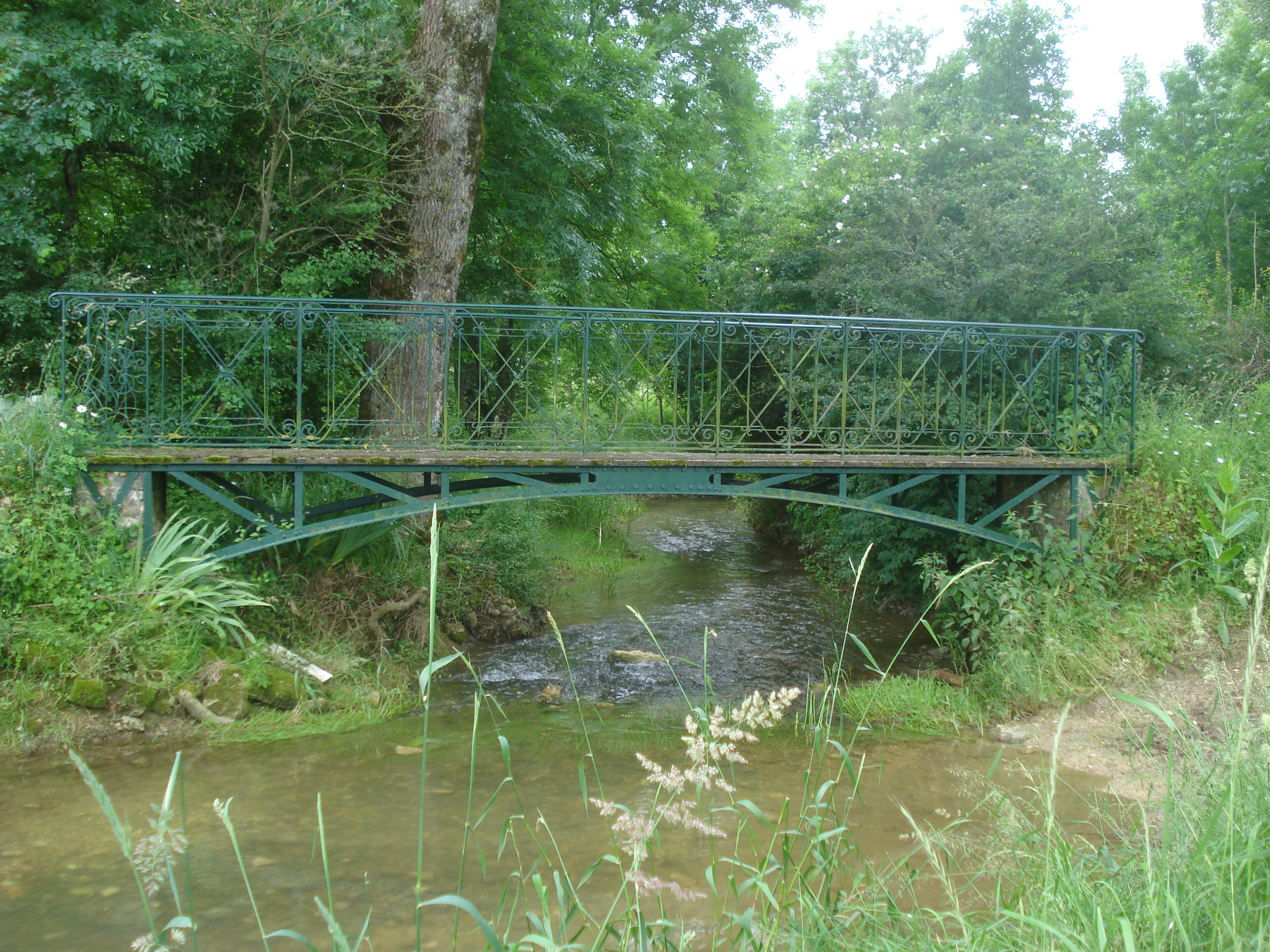
Пешеходный мостик через реку Колен
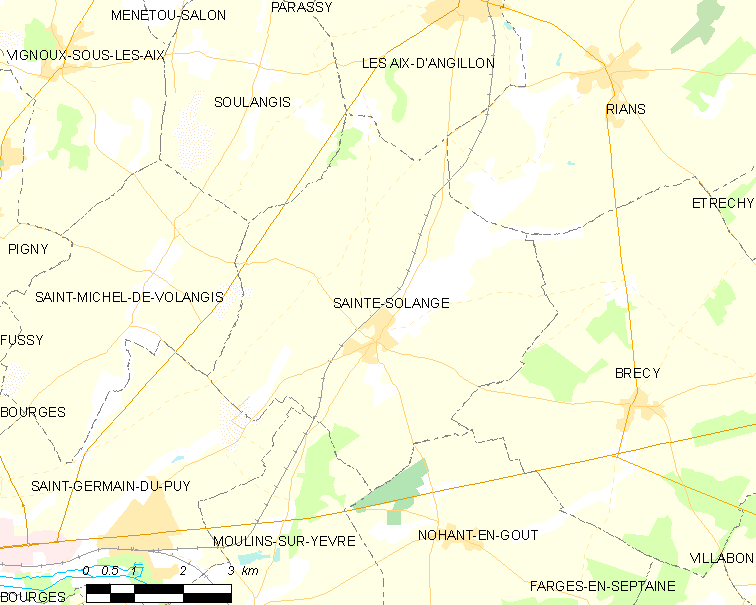
Карта коммуны